# ゴルフ場殺人事件
『ゴルフ場殺人事件』（ゴルフじょうさつじんじけん、原題：The Murder on the Links）は、1923年に発表されたイギリスの小説家アガサ・クリスティの長編推理小説。名探偵エルキュール・ポアロが登場するシリーズの第2作である。
舞台は北フランスで、富豪がゴルフ場近くの墓穴で死体で発見される。捜査に当たったポアロは20年以上前の殺人事件との関連に気づき、真犯人を突き止める。
本書はヘイスティングズが恋に落ちるというサブプロットでも注目され、この展開は「アガサが大いに望んでいたことであり、ヘイスティングズをアルゼンチンでの結婚生活に送り出す」とされている。

## あらすじ
大富豪ポール・ルノーからの依頼を受けて、ヘイスティングズとともに、ポアロはフランスの別荘地を訪れる。だが、到着すると依頼人が殺害されたという報せを受ける。地元のゴルフ場に隣接する新しく掘られた墓で背中を刺された形で発見されたのだ。
被害者の妻エロイーズは、夜中に覆面をした男たちが自宅に侵入し、自分を縛り上げて夫を拉致したと証言する。遺体に対面したエロイーズは悲嘆に暮れる。担当刑事のジローはポアロの関与を快く思わない。
ポアロは4つのポイントを心に留める。死体の近くに鉛のパイプが見つかったこと、事件当夜ルノーの息子ジャックと運転手が不在で屋敷には3人の女性使用人しかいなかったこと、前日に何者かが屋敷を訪れていたこと、ルノーの隣に住むドーブルーユ夫人の銀行口座にここ数週間で20万フランの入金があったこと、である。
ルノーの秘書ガブリエル・ストーナーは、ルノーが南米で活躍する以前の経歴が謎であることから、脅迫があったのではと言う。一方、ヘイスティングズは、以前カレー行きの列車で同乗した「シンデレラ」という女性に偶然再会し、その女に犯行現場を見せてほしいと頼まれるが、彼女は証拠の凶器を盗んで姿を消してしまう。
ポアロは、この事件が22年前に起きた事件ととても似ていることを突き止める。ジョルジュ・コノーという男とその愛人ベロルディ夫人が共謀し、夫人の夫を殺害した事件である。
やがて、今度はナイフで心臓を刺された浮浪者の死体が屋敷の敷地内で発見される。検視の結果、彼はルノーが殺されるより前にてんかんの発作で死亡し、その後に刺されたことが判明する。
ジローは、ジャックが父親の金を欲しがっていたという動機を理由に逮捕するが、ポアロは、ルノーが事件の2週間前に遺言を変更してジャックを相続人から外していたことを明らかにする。さらに、ジャックを愛するベラ・デュヴィーンが殺人を自白し、ジャックは釈放される。ジャックとベラは事件当夜に死体のあった現場で遭遇し、それぞれ相手がルノーを殺したと思い込んでかばい合っていたのだ。ポアロは、ふたりとも犯人ではなく、真犯人はドーブルーユ夫人の娘マルトであることを明らかにする。
ポアロは自分の推理を詳しく説明する。ポール・ルノーの正体は、数年前に逃亡してフランスに戻ったジョルジュ・コノーだった。不幸にも、彼は隣にベロルディ夫人がドーブルーユ夫人に名前を変えて引っ越してきたことを知った。ジャックは彼女の娘に惹かれるようになり、ルノーはドーブルーユ夫人から過去のことで脅迫され、状況が悪化した。敷地内で浮浪者が死んだとき、彼は自分が死んだことにして彼女から逃れることを思いついた。彼はパイプで浮浪者の死体の顔を傷つけて分からなくし、ゴルフ場の脇に埋めて列車でその場を逃れることを計画した。しかし、この計画を知ったマルトはルノーを尾行し、彼が浮浪者の遺体を埋める墓を掘ったところで彼を刺し殺した。彼女の動機は金である。ジャックは母の死後、父の財産を相続することになる。ポアロはマルトが犯人であることを暴くため、エロイーズにジャックを相続人から外そうと考えていることを公言するよう依頼する。マルトは屋敷でエロイーズを殺そうとするが、ポアロとヘイスティングズについてきたシンデレラと格闘の末に死亡する。
ドーブルーユ夫人は再び姿を消す。ジャックと母は南米行きを計画し、ヘイスティングズとシンデレラも加わる。彼女はベラ・デュヴィーンの双子の妹ダルシィであることを明かす。

## 登場人物
エルキュール・ポアロ
主人公。私立探偵。自らの依頼人を殺害した犯人を突き止めるべく、捜査に乗り出す。
アーサー・ヘイスティングズ
ポアロの友人であり、物語の語り手。今作では、とある女性と恋に落ち、後に伴侶となる。
ポール・ルノー
ジュヌヴィエーヴ荘の主人。南米で富を築いた大富豪。ポアロに身辺警護の依頼を出すが、彼の到着直前に何者かに殺害される。
エロイーズ・ルノー
ポールの妻。控えめながら芯の強い性格。夫の死にショックを受けながらも、警察にも気丈に対応する。
ジャック・ルノー
ポールの息子。やや横柄で、感情的になりやすい。第一次世界大戦への従軍経験がある。凶器に使用された短剣は、彼が特注して母親に贈ったもの。
ガブリエル・ストーナー
ポールの秘書。精悍で理知的な青年。事務的な態度ながら、ルノー家の人間には尊敬と友情を示す。
ドーブルーユ夫人
ジュヌヴィエーヴ荘の隣家であるマルグリット荘の主人。年齢は中年に入っているが、それでも類稀な美貌の持ち主。
マルト・ドーブルーユ
ドーブルーユ夫人の娘。目の覚めるような美貌の女性。ジャックの恋人であり、彼の身の上を心配する。
ベラ・デュヴィーン
事件の日の夜、ルノーを訪ねたと思しき謎の女性。
シンデレラ
アクロバット芸人の少女。物語の冒頭で、偶然ヘイスティングズと同じ車両に乗り合わせた。その翌々日、唐突に事件現場に姿を現す。
リュシアン・ベー
警察署長。ポアロに捜査での便宜を図る。
オート
予審判事。事件関係者の尋問を担当している。
ジロー
パリ警察刑事。名刑事の呼び声高い自信家。高慢な態度で、度々ポアロと衝突する。

## 出版
- 博文館『新青年』1928年（昭和3年）新年特別号から5月号まで「リンクスの殺人事件」（延原謙=訳）を連載。

| 出版年        | タイトル                        | 出版社             | 文庫名                                    | 訳者       | 巻末                                                                                   | ページ数 | ISBNコード        | カバーデザイン                    | 備考              |
| ------------- | ------------------------------- | ------------------ | ----------------------------------------- | ---------- | -------------------------------------------------------------------------------------- | -------- | ----------------- | --------------------------------- | ----------------- |
| 1929年        | 世界探偵小説全集11 クリステイ集 | 博文館             | 世界探偵小説全集                          | 延原謙     | クリステイに就いて （延原謙）                                                          | 464      |                   |                                   |                   |
| 1939年        | リンクスの殺人事件              | 博文館             | 博文館文庫 70                             | 延原謙     | クリステイに就いて （延原謙）                                                          | 307      |                   |                                   |                   |
| 1956年        | ゴルフ場の殺人事件              | 大日本雄辨會講談社 | クリスチー探偵小説集:ポワロ探偵シリーズ10 | 松本恵子   |                                                                                        | 238      |                   |                                   |                   |
| 1959年        | ゴルフ場殺人事件                | 早川書房           | 世界探偵小説全集 471                      | 田村隆一   | 解説 都筑道夫 輝かしき処女作                                                           | 257      |                   | 勝呂忠                            |                   |
| 1976年1月23日 | ゴルフ場の殺人                  | 東京創元社         | 創元推理文庫 105-2 5M-ク-2-13             | 中村能三   | 解説 数藤康雄 「クリスチィ訪問記」                                                     | 345      | 978-4-488-10525-9 | 装画：ひらいたかこ 装幀：小倉敏夫 | 改版1979年2月23日 |
| 1977年4月     | ゴルフ場殺人事件                | 講談社             | 講談社文庫                                | 久万嘉寿恵 |                                                                                        | 309      |                   |                                   |                   |
| 1982年4月     | ゴルフ場殺人事件                | 早川書房           | ハヤカワ・ミステリ文庫 HM1-66             | 田村隆一   | アガサ・クリスティー 長篇著作リスト                                                    | 334      | 4-15-070066-4     | 真鍋博                            |                   |
| 1984年5月     | ゴルフ場殺人事件                | 新潮社             | 新潮文庫 ク-3-9                           | 蕗沢忠枝   |                                                                                        | 359      | 978-4102135105    | 野中昇                            |                   |
| 1987年5月     | エルキュル・ポアロ              | 講談社             |                                           | 久万嘉寿恵 | 解説:「ポアロとクリスティーの横顔」数藤康雄 「アガサ・クリスティー著作リスト」各務三郎 | 493      | 4-06-203404-2     |                                   |                   |
| 2004年1月     | ゴルフ場殺人事件                | 早川書房           | ハヤカワ・クリスティー文庫 2              | 田村隆一   | 「ポアロとわたし」 熊倉一雄                                                            | 411      | 4-15-130002-3     | Hayakawa Design                   |                   |
| 2011年7月9日  | ゴルフ場殺人事件                | 早川書房           | ハヤカワ・クリスティー文庫 2              | 田村義進   | 「ポアロとわたし」 熊倉一雄                                                            | 411      | 978-4-15-131002-7 | Hayakawa Design                   | 改訳              |

脚注（一般書）
1. ↑  「リンクスの殺人事件」「總理大臣の失踪」「メンタルテスト」「潜水艦事件」「智慧の戰ひ」「古墳の呪」「クラブのキング」「覆面の貴女」「安い貸家」「チヨコレエトの函」「赤坊の腕」「海邊の出來事」「別莊の悲劇」収録。
2. ↑  「リンクスの殺人事件」「潜水艦事件」「安い貸家」「チヨコレエトの函」「敗れし人」収録。
3. ↑  本刊は、『ミステリハンドブック アガサ・クリスティー』（原書房）の巻末書誌リストによれば、創元推理文庫の『ゴルフ場の殺人』（中村能三訳）に比べて全体の9割ほどしかない抄訳となっている。
4. ↑  数藤康雄=編、従来講談社文庫で発行されていたものの合本。「スタイルズ荘の怪事件」、「ゴルフ場殺人事件」、「アクロイド殺害事件」、「青列車の謎」、「オリエント急行殺人事件」、「ABC殺人事件」（アクロイドのみ原百代、それ以外は久万嘉寿恵の翻訳）を収録。
5. ↑  クリスティ文庫新訳シリーズ/期間限定カバー：安西水丸もある。

| 出版年        | タイトル                      | 出版社   | 文庫名                       | 訳者       | 巻末          | ページ数 | ISBNコード     | カバーデザイン                                                       | 備考   |
| ------------- | ----------------------------- | -------- | ---------------------------- | ---------- | ------------- | -------- | -------------- | -------------------------------------------------------------------- | ------ |
| 2004年1月15日 | ゴルフ場の殺人                | 講談社   | 青い鳥文庫                   | 花上かつみ | 解説          | 358      | 4-06-148638-1  | 高松啓二                                                             | 新書判 |
| 2023年8月17日 | 名探偵ポアロ ゴルフ場殺人事件 | 早川書房 | ハヤカワ・ジュニア・ミステリ | 田村義進   | 解説 大矢博子 | 360      | 978-4152102478 | イラスト:二階堂 彩 イラスト編集:サイドランチ 装幀:早川書房デザイン室 |        |

## 翻案作品
ラジオドラマ
- 1990年、BBC Radio 4で放送されている。

テレビドラマ
名探偵ポワロ『ゴルフ場殺人事件』
シーズン6 エピソード3（通算第44話）  イギリス1996年放送
ほぼ原作に沿っているが、ベラ・デュヴィーンに双子の妹はおらず、ヘイスティングスが惹かれるのはベラ（イザベラ）となっている。
劇中の表示では事件発生は1936年。事件の発生が実在のリゾート地ドーヴィルである。
- エルキュール・ポワロ: デヴィッド・スーシェ
- アーサー・ヘイスティングス: ヒュー・フレイザー
- ポール・ルノー: ダミアン・トーマス
- イザベル・デュビーヌ: ジャチンタ・マルケイ - 歌手。ジャックの元恋人。ヘイスティングスが惹かれる。
- エロイーズ・ルノー: ダイアン・フレッチャー
- ジャック・ルノー: ベン・プーレン

名探偵赤冨士鷹「愛しのサンドリヨン」（日本 2005年）
「サンドリヨン」はシンデレラのフランス語読み。